# Нубнефер
Нубнефер (егип. Nwbnefer) — предполагаемый египетский фараон из II династии.
Имя фараона Нубнефера встречается на цементных печатях, найденных совместно с печатями Ранеба, другого фараона II династии, в подземных галереях разрушенной гробницы в Саккаре, к юго-западу от ограды пирамиды Джосера. Существует предположение, что имя Нубнефер — это другое имя того же фараона Ранеба (или Небра). Возможно отождествление имени фараона Нубнефера с манефоновским Хаиресом (Khaires), которому он отводит 17 лет правления.